# قوات الدفاع الوطنية الإثيوبية
قوة الدفاع الوطنية الإثيوبية (بالأمهرية: የኢፌዲሪ መከላከያ ሠራዊት)، وهي القوات العسكرية الرسمية المشتركة لإثيوبيا، وتتكون القوات الإثيوبية من 10 قوات قيادة يسيطر عليها رئيس الأركان العامة، وأفرعها هي القوات البرية الإثيوبية والقوات الجوية الإثيوبية والبحرية الإثيوبية، والحروب التي شاركت بها هذهِ القوات هي الحرب الكورية وحرب الاستقلال الإريترية وحرب أوغادين.

## الحجم والقوة
لقد تذبذب حجم قوات الدفاع الوطنية الإثيوبية بشكل كبير منذ نهاية الحرب بين إثيوبيا وإريتريا في عام 2000. ففي عام 2002، بلغ عدد قوات الدفاع الإثيوبية ما يقرب من 250.000-350.000 جندي. وكان هذا هو نفس العدد تقريبًا الذي تم الحفاظ عليه أثناء نظام ديرج الذي سقط في أيدي القوات المتمردة في عام 1991. ومع ذلك، تم تخفيض هذا العدد لاحقًا، وفي يناير 2007، أثناء الحرب في الصومال، قيل إن القوات الإثيوبية تضم حوالي 300.000 جندي. في عام 2012، قدر المعهد الدولي للدراسات الاستراتيجية أن القوات البرية تضم 135.000 فرد والقوات الجوية 3.000.
اعتبارًا من عام 2012، تتكون قوات الدفاع الوطنية الإثيوبية من فرعين منفصلين: القوات البرية والقوات الجوية الإثيوبية. تمتلك إثيوبيا العديد من المنظمات الصناعية الدفاعية التي تنتج وتصلح أنظمة أسلحة مختلفة. تم بناء معظمها في ظل نظام ديرج الذي خطط لبناء مجمع صناعي عسكري كبير. تعتمد قوات الدفاع الوطنية الإثيوبية على الخدمة العسكرية التطوعية للأشخاص الذين تزيد أعمارهم عن 18 عامًا. على الرغم من عدم وجود خدمة عسكرية إلزامية، إلا أن القوات المسلحة قد تجري عمليات استدعاء عند الضرورة والامتثال إلزامي.
لا تمتلك إثيوبيا الحديثة، كونها دولة غير ساحلية، أي قوة بحرية نشطة. استعادت إثيوبيا ساحلها على البحر الأحمر في عام 1950 وأنشأت البحرية الإثيوبية في عام 1955. ترك استقلال إريتريا في عام 1991 إثيوبيا غير ساحلية مرة أخرى، لكن البحرية الإثيوبية استمرت في العمل من الموانئ الأجنبية حتى تم حلها أخيرًا في عام 1996.
في يونيو 2018، دعا رئيس الوزراء أبي أحمد علي إلى إعادة تشكيل البحرية الإثيوبية في نهاية المطاف كجزء من برنامج أوسع لإصلاح قطاع الأمن، قائلاً: "يتعين علينا بناء قدرات قوتنا البحرية في المستقبل".
في مارس 2019، وقع آبي أحمد اتفاقيات دفاعية مع الرئيس الفرنسي إيمانويل ماكرون، بما في ذلك الدعم في إنشاء مكون بحري.
وتتمركز البحرية الإثيوبية في جيبوتي، ويقع مقرها الرئيسي في بحر دار بإثيوبيا.

## قوات حفظ السلام
شاركت إثيوبيا في العديد من بعثات حفظ السلام التابعة للأمم المتحدة والاتحاد الأفريقي. وقد شملت هذه البعثات ساحل العاج، على الحدود مع بوروندي، وفي رواندا.
كانت هناك مهمتان إثيوبيتان رئيسيتان سابقتان في ليبيريا ودارفور. تأسست بعثة الأمم المتحدة في ليبيريا (UNMIL) بموجب قرار مجلس الأمن التابع للأمم المتحدة رقم 1509، المؤرخ 19 سبتمبر 2003، لدعم تنفيذ اتفاق وقف إطلاق النار وعملية السلام، وحماية موظفي الأمم المتحدة ومرافقها والمدنيين، ودعم الأنشطة الإنسانية وحقوق الإنسان؛ فضلاً عن المساعدة في إصلاح الأمن الوطني، بما في ذلك تدريب الشرطة الوطنية وتشكيل جيش جديد معاد هيكلته. في نوفمبر 2007، تم منح ما يقرب من 1800 جندي إثيوبي يعملون مع بعثة الأمم المتحدة في ليبيريا (UNMIL) ميداليات حفظ السلام التابعة للأمم المتحدة "لمساهمتهم القيمة في عملية السلام". كانت ما يصل إلى ثلاث كتائب إثيوبية تشكل القطاع الرابع من بعثة الأمم المتحدة، وتغطي الجزء الجنوبي من البلاد. وانتهت البعثة في عام 2018.
كما شارك آلاف عديدة من قوات حفظ السلام الإثيوبية في بعثة الأمم المتحدة والاتحاد الأفريقي المختلطة في دارفور (يوناميد) في غرب السودان. وقد أذن مجلس الأمن بقوة قوامها نحو 26 ألف فرد من أفراد القوات النظامية. وأُغلِقَت بعثة دارفور في عامي 2020 و2021.
كما توفر إثيوبيا القوة الكاملة لبعثة الأمم المتحدة في أبيي، وهي قوة الأمم المتحدة الأمنية المؤقتة لأبيي. ضابط إثيوبي يقود القوة.

## يوم الدفاع الوطني

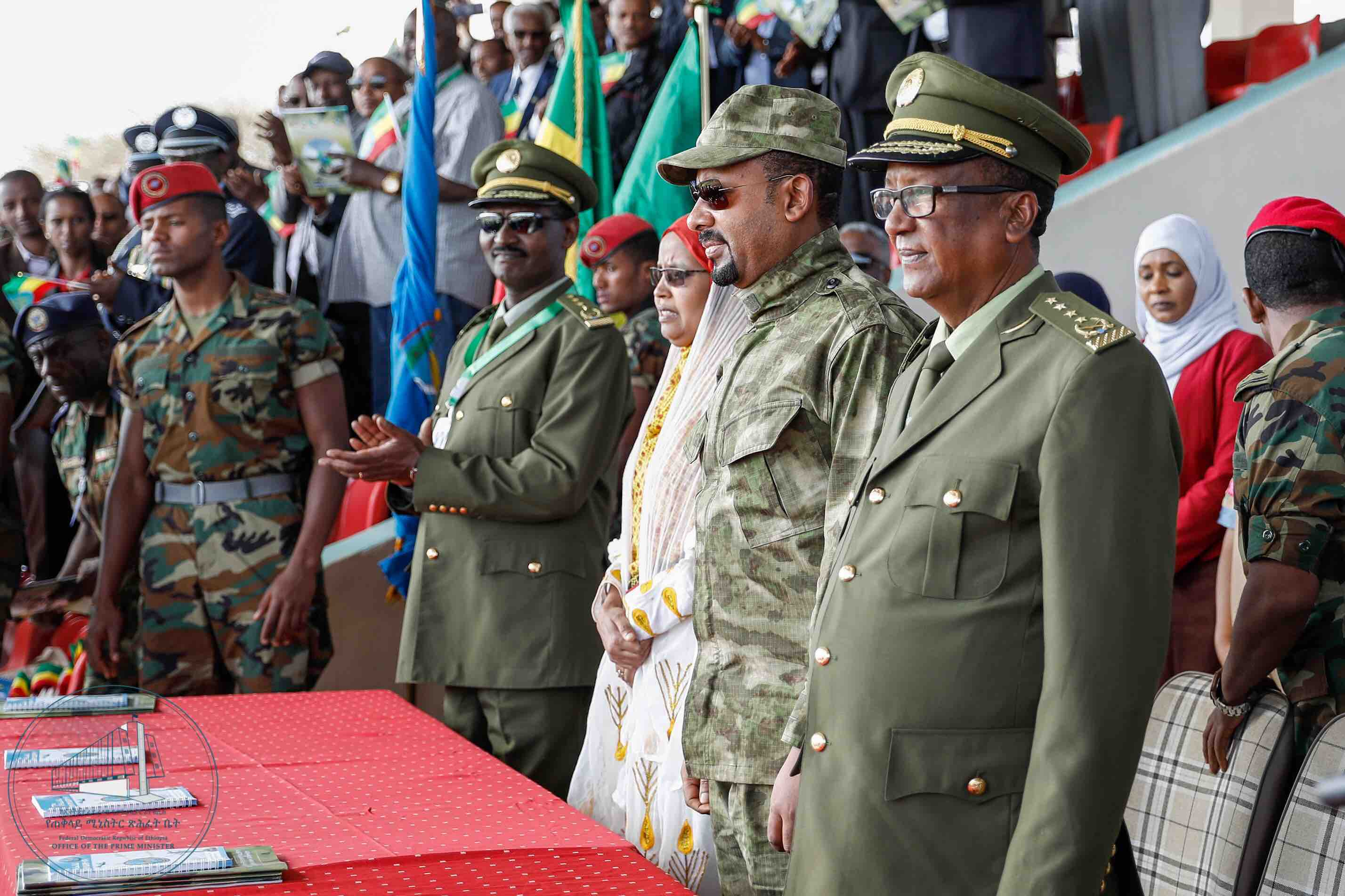
يوم الدفاع 2019

يتم الاحتفال بيوم الدفاع الوطني سنويًا باعتباره عطلة لقوات الدفاع الوطني الإثيوبية في 26 أكتوبر. يحتفل هذا اليوم بتأسيس قوة الدفاع الوطني الإثيوبية لأول مرة في تاريخ إثيوبيا، في 26 أكتوبر 1907. يتم الاحتفال به لمدة أربعة أيام.